# Eduard Emil Koch
Eduard Emil Koch (* 30. Januar 1809 auf Schloss Solitude; † 27. April 1871 in Stuttgart) war ein deutscher Pfarrer und Hymnologe.

## Leben
Der Sohn des Stabsarztes Friedrich Koch und der Margarethe Koch, geb. Sigrist, absolvierte in Stuttgart das Gymnasium illustre und danach das Seminar in Urach, ehe er von 1826 bis 1830 in Tübingen Theologie studierte. Während seines Studiums wurde er 1826 Mitglied der Burschenschaft Germania Tübingen. Er galt als eines der tätigsten und flottesten Mitglieder seiner Burschenschaft und saß deshalb mehrfach auf Schloss Hohentübingen in Haft. Im Zuge der Demagogenverfolgung wurde er im Schwarzen Buch der damaligen Frankfurter Zentraluntersuchungsbehörde (Eintrag Nr. 887) festgehalten.
1830 wurde er Vikar in Ehningen, 1837 Pfarrer in Großaspach, 1847 Pfarrer in Heilbronn. Später wurde er dort Dekan. Seine Karriere nahm eine Wendung, als er versuchte, die Aufführung von Haydns Schöpfung in einer Kirche des Heilbronner Dekanats zu verhindern. Der Pfarrkirchengemeinderat folgte zwar seiner Auffassung, dass eine solche Veranstaltung un- und widerkirchlich sei, doch das Konsistorium hob den Beschluss auf. Aus Protest bewarb sich Koch auf die Pfarrei des Dorfes Erdmannhausen. Auf einer Reise nach Stuttgart, wo er seine völlige Amtsenthebung erwirken wollte, starb er an den Pocken. Sein Grabmal auf dem Hoppenlaufriedhof ist erhalten geblieben.
1847 veröffentlichte Koch die Geschichte des Kirchenlieds und Kirchengesangs, von der später mehrere Neuausgaben herauskamen.
Aus der 1837 mit Marie Auguste Speidel geschlossenen Ehe gingen zwei Kinder hervor.

## Schriften (Auswahl)
- Geschichte des Kirchenlieds und Kirchengesangs.
  - 1. Auflage, Mit besonderer Rücksicht auf Würtemberg:
    - Teil 1: Die Dichter und Sänger. Druck und Verlag der Chr. Belser’schen Buchhandlung, Stuttgart 1847 (Digitalisat der Bayerischen Staatsbibliothek).
    - Teil 2: Die Lieder und Weisen. Belser, Stuttgart 1847 (Digitalisat).

  - 2. Auflage:
    - Erster Hauptteil: Die Dichter und Sänger. Band 1. Belser, Stuttgart 1852 (Digitalisat).
    - Erster Hauptteil: Die Dichter und Sänger. Band 2. Belser, Stuttgart 1852 (Digitalisat).
    - Erster Hauptteil: Die Dichter und Sänger. Band 3. Belser, Stuttgart 1853 (Digitalisat).
    - Zweiter Hauptteil: Die Lieder und Weisen. Band 4. Belser, Stuttgart 1853 (Digitalisat).

  - 3. Auflage:
    - Erster Hauptteil: Die Dichter und Sänger. Band 1. Belser, Stuttgart 1866 (Digitalisat).
    - Erster Hauptteil: Die Dichter und Sänger. Band 2. Belser, Stuttgart 1867 (Digitalisat).
    - Erster Hauptteil: Die Dichter und Sänger. Band 3. Belser, Stuttgart 1867 (Digitalisat).
    - Erster Hauptteil: Die Dichter und Sänger. Band 4. Belser, Stuttgart 1868 (Digitalisat).
    - Erster Hauptteil: Die Dichter und Sänger. Band 5. Belser, Stuttgart 1868 (Digitalisat).
    - Erster Hauptteil: Die Dichter und Sänger. Band 6. Belser, Stuttgart 1869 (Digitalisat).
    - Erster Hauptteil: Die Dichter und Sänger. Band 7. Nach dem Tode des Verfassers herausgegeben von Adolf Wilhelm Koch. Belser, Stuttgart 1872 (Digitalisat).
    - Zweiter Hauptteil: Die Lieder und Weisen. Band 8. Neu bearbeitet von Richard Lauxmann. Belser, Stuttgart 1876 (Digitalisat).